# 동탄 요금소
동탄 요금소(東灘料金所, Dongtan TG)는 경기도 화성시 동탄기흥로 189 (방교동)에 위치했던 수도권제2순환고속도로 본선 상의 요금소이다. 동탄 분기점에서 화성 방향으로 약 500m 떨어진 위치에 있었다.
2009년 10월 29일에 수도권제2순환고속도로 봉담 ~ 동탄 구간이 개통되면서 영업을 개시했으며, 여주 방향 차로에만 요금소가 설치되어 있어 양평 방향 이용 차량만 요금을 징수하였다. 관리는 경기고속도로 동탄영업소에서 했었다.
2016년 11월 11일 수도권제2순환고속도로를 포함한 민자고속도로 8개 노선에 원톨링 시스템이 적용되어 요금소가 불필요해짐에 따라 폐쇄되었다.

## 연혁
- 2009년 10월 29일 : 수도권제2순환고속도로 봉담 ~ 동탄 구간 개통과 함께 영업 개시[1]
- 2016년 11월 11일 : 원톨링 시스템 도입으로 요금소 폐쇄

## 교통량 정보
양평방향 차량만 2016년까지 집계한 자료이다.
| 요금소            | 통행량 (대/일) | 통행량 (대/일) | 통행량 (대/일) | 통행량 (대/일) | 통행량 (대/일) | 통행량 (대/일) | 통행량 (대/일) | 통행량 (대/일) | 각주  |
| 요금소            | 2009년         | 2010년         | 2011년         | 2012년         | 2013년         | 2014년         | 2015년         | 2016년         | 각주  |
| ----------------- | -------------- | -------------- | -------------- | -------------- | -------------- | -------------- | -------------- | -------------- | ----- |
| 동탄본선 (폐쇄식) | 5,886          | 12,010         | 14,484         | 16,191         | 16,550         | 16,788         | 1,889          | 484            | [ 2 ] |